# Коле ди Тора
Коле ди Тора (итал. Colle di Tora) је насеље у Италији у округу Ријети, региону Лацио.
Према процени из 2011. у насељу је живело 367 становника. Насеље се налази на надморској висини од 561 м.

## Становништво
| 1936. | 1951. | 1961. | 1971. | 1981. | 1991. | 2001. | 2011. |
| ----- | ----- | ----- | ----- | ----- | ----- | ----- | ----- |
| 676   | 628   | 573   | 481   | 446   | 412   | 383   | 384   |